# 1699 en droit
Chronologie en droit

Cet article présente les faits marquants de l'année 1699 en droit.

## Événements
- 7 janvier : traité de paix de Mare point, à Casco Bay (Maine), entre les colons du Massachusetts et les principaux chefs de la confédération « Wabanaki » (Abénaquis)[1].

- 26 janvier : traité de Karlowitz (Karlóca ou Karlovci, en Serbie) entérinant la reconquête de la Hongrie et de la Slavonie par l'Autriche sur les Turcs. Fin de la deuxième guerre austro-turque[2]. L'Empire ottoman, vaincu par la Sainte Ligue cède d’importants territoires à la Pologne (Kaménietz, Podolie et Ukraine occidentale), à la Russie (Azov), à Venise (Dalmatie, Morée, îles d’Égine et de Sainte-Maure) et aux Habsbourg (Transylvanie, Hongrie moins le Banat de Temesvar, Esclavonie). La Russie obtient Azov mais doit se contenter d’une trêve de deux ans (24 janvier). Oukraïntsev est chargé d’obtenir à Constantinople une paix définitive, signée le 13 juillet 1700[3].

- 4 février : exécution de 350 rebelles Streltsy à Moscou[4].

- 1er avril : l’Édit perpétuel met en place une politique protectionniste favorable au développement de l’industrie des Pays-Bas espagnols[5].